# Fábián Ferenc (színművész)
Fábián Ferenc  (Galócás, 1933. november 1. – Nagyvárad, 1979. március 9.) erdélyi magyar színész, Bósy Anna színésznő férje.

## Életpályája
1956-ban végzett a marosvásárhelyi Szentgyörgyi István Színművészeti Intézetben, Temesvárra szerződött és ott játszott haláláig. Nagy formátumú drámai színész volt, aki tragédiában és vígjátékban egyaránt kiválót nyújtott. Több filmszerepben is játszott, 1978-ban Magyarországon is. A halál Nagyváradon érte, amikor vendégként szerepelt volna Székely János Irgalmas hazugság című drámájának ősbemutatóján. 

## Főbb színpadi szerepei
- Isquierdo (Emmanuel Roblès: Montserrat)
- Xantos (Guilherme Figueiredo: A róka meg a szőlő)
- Richard (Shaw: Az ördög cimborája)
- János (Bródy Sándor: A medikus)
- Szakhmáry (Móricz Zsigmond: Úri muri)
- Szatyin (Gorkij: Éjjeli menedékhely)
- Ashton (Harold Pinter: A gondnok)
- Bolyai (Kocsis István: Bolyai János estéje)
- Biberach (Katona József: Bánk bán)
- Borkin (Csehov: Ivanov)

## Főbb filmjei
- Magasiskola (színes magyar filmdráma, 1970)
- De bună voie și nesilit de nimeni (Minden kényszer nélkül) (fekete-fehér román film, 1974)
- Bunicul și doi delincvenți minori (A nagyapa és két kiskorú delikvens) (fekete-fehér román film, 1976)
- A ménesgazda (színes magyar filmdráma, 1978)
- Buzduganul cu trei peceți (A hárompecsétes buzogány) (színes román történelmi film, 1978)
- A trombitás (színes magyar játékfilm, 1979)
- Vlad Țepes (színes román filmdráma, 1979)